# Обикновен килимов бръмбар
Обикновните килимови бръмбари (Anthrenus scrophulariae) са вид насекоми от семейство Кожояди (Dermestidae).
Таксонът е описан за пръв път от Карл Линей през 1758 година.